# Волосний суд
Волосний суд — нижчий становий суд для селян у Російській імперії. Запроваджений згідно з селянською реформою 1861. Діяв у складі голови та 3 суддів. Обирався щорічно волосним сходом. Протягом 1889–1904 років мав право засуджувати селян до тілесних покарань. Ліквідований під час української революції 1917–1921 (на території Радянської України — декретом Народного секретаріату від 4 січня 1918 «Про запровадження народного суду», в Українській Народній Республіці — на початку березня 1918).